# Statue de Saladin
La statue de Saladin est une statue équestre en bronze représentant Saladin, située à Damas devant la citadelle de Damas. Elle a été réalisée en 1993 par le sculpteur syrien Abdallah al-Sayed.